# Blåhjon
Blåhjon (Callidium violaceum) är en skalbagge i familjen långhorningar. Den är 8 till 16 millimeter lång.
Den finns över hela Norden utom på Island, Grönland och allra längst i norr. Larverna lever under bark på gran- och tallved, främst sådan som lagras under tak i till exempel vedbodar. 
Arten förekommer i hela Europa. Den introducerades i Irland och Storbritannien. Blåhjon lever i kulliga regioner mellan 40 och 300 meter över havet. Den hittas även på lövträd av släktena Fagus, Quercus och Alnus. Allmänt är artens levnadscykel två år och längre men i Ukraina dokumenterades en cykel på ett år.
För beståndet är inga hot kända. I skogsbruksområden betraktas blåhjon som skadedjur. IUCN listar arten som livskraftig (LC).